# GamerGate
Gamergate nebo také GamerGate (GG) byla volně organizovaná internetová štvavá kampaň projevující se znaky misogynie a kyberšikany, která nejsilněji rezonovala ve Spojených státech amerických v letech 2014 a 2015. [zdroj⁠?!] Kampaň se rozšířila mezi příznivci pravice (zejména alternativní) kritizujícími posilování feminismu a progresivismu ve videohrách a související kultuře. Kritici se propojili přes hashtag #Gamergate.
Kampaň propukla v srpnu 2014, kdy její účastníci začali na internetu šikanovat ženy ve videoherním průmyslu. Nejčastěji cílili na kanadsko-americkou feministickou kritičku médií Anitu Sarkeesian a herní vývojářky Zoë Quinn a Briannu Wu. Útočníci využívali praktik doxingu (nepovolené zveřejňování osobních údajů) a výhrůžek (znásilněním nebo zavražděním).
Příznivci kampaně (Gamergaters) se považovali za legitimní sociální hnutí. Ovšem kvůli absenci jasně definovaných společných cílů a lídrů, není snadné toto „hnutí“ definovat. Sami Gamergaters tvrdili, že jejich cílem je propagovat etiku v žurnalistice o videohrách a že chrání identitu gamerů. Současně chtěli zabránit šíření politické korektnosti ve videohrách.
Gamergaters vytvořili řadu konspiračních teorií, které nepravdivě obviňovaly Zoë Quinn z neetického vztahu s videoherním novinářem Nathanem Graysonem. V širším měřítku tvrdili, že existují neetické tajné dohody mezi tiskem a feministkami, progresivisty a sociálními kritiky. Tato tvrzení byla obecně odmítána jako triviální, konspirační teorie, nepodložené nebo nesouvisející se skutečnými problémy etiky v hraní a žurnalistice. Účastníci kampaně opakovaně odmítali, že by se dopouštěli šikany nebo obtěžování, místo toho tvrdili, že si je oběti vymyslely.
Gamergate byla popsána jako kulturní válka o kulturní diverzifikaci, umělecké uznání, feminismus ve videohrách, sociální kritiku ve videohrách a sociální identitu hráčů. Mnoho příznivců Gamergate se postavilo proti rostoucímu vlivu feminismu a takzvaných „bojovniků za sociální spravedlnost“ na kulturu videoher. Gamergate vedla k diskusím v herním průmyslu i mimo něj o metodách řešení online obtěžování a způsobech, jak minimalizovat škody a předcházet podobným událostem. Kampaň byla spojována s příznivci alternativní pravice a dalších pravicových hnutí.

## Historie

### Zoë Quinn a Depression Quest
V roce 2013 herní vývojář*ka Zoë Quinn vydal*a nezávislou textovou hru Depression Quest. Hra byla navržená tak, aby zprostředkovala zážitek z deprese prostřednictvím řady fiktivních scénářů. Současně byla částečně založena na vlastní zkušenosti s touto duševní poruchou. Ačkoliv se hra setkala s příznivým přijetím u kritiků a odborníků na duševní poruchy, vyvolala silný odpor skupiny hráčů, kteří ji považovali za politizaci her. Naštvaní hráči poté několik měsíců na internetu obtěžovali Quinn, včetně zasílání výhrůžek znásilněním a zavražděním. Terčem nenávisti se stal i fakt, že se Quinn identifikuje jako nebinární osoba, která si přeje být oslovována zájmeny „oni/jejich“. Quinn případ dokumentovali a následně medializovali, což ale vyvolalo jen silnější vlnu kyberšikany, včetně neoprávněného zveřejnění osobních údajů. Quinn následně opustili svůj domov a přestěhovali se.
Prvním aktem pozdější kampaně Gamergate byl štvavý článek bývalého přítele Quinn Erona Gjoniho nazvaný The Zoe Post ze srpna 2014. Šlo o dlouhý a podrobný popis jejich vztahu a rozchodu, včetně připojených soukromých textových konverzací. Gjoni v příspěvku obvinil Quinn, že dostali dobrou kritiku na hru Depression Quest výměnou za sexuální styk s kritikem Nathanem Graysonem, který psal pro herní weby Kotaku a Rock Paper Shotgun. Gjoni později přiznal, že pro toto své tvrzení nikdy neměl důkaz. Problematické také bylo, že Grayson hru nikdy nerecenzoval. Přesto byl příspěvek příčinou nového kola obtěžování a misogynie, zejména poté, co byl sdílen na imageboardu 4chan, na kterém bylo aktivních mnoho dřívějších kritiků hry. Útočníci začali používat hashtag #Quinnspiracy a později #Gamergate. Hashtag #Gamergate v srpnu 2014 zpropagoval herec Adam Baldwin. Brzy poté se hashtag začal šířit mezi příznivci pravice a alternativní pravice. Popularitu mu zajistil také Milo Yiannopoulos na krajně pravicovém webu Breitbart News. Ten se následně stal hlavní mediální tváří kampaně. Kampaň byla koordinována prostřednictvím Internet Relay Chat s šířením na imageboardech 4chan a Reddit.
Čtyři měsíce od vypuknutí kampaně už Quinn zaznamenal*a přes tisíc zaslaných výhrůžek. Současně útočníci hacknuli účty Quinn na službách Tumblr, Dropbox a Skype.

### Anita Sarkeesian a Tropes vs. Women in Video Games
Gamergate se rozšířila také o obtěžování známé feministické kritičky médií Anitu Sarkeesian, která se stala terčem nenávistných útoků již v roce 2012 kvůli jejím videím na YouTube Tropes vs. Women in Video Games. V srpnu 2014 začala dostávat výhrůžky znásilněním a zavražděním. Také byly neoprávněně zveřejněny její osobní údaje a musela se přestěhovat. V říjnu 2014 musela být zrušena její přednáška na Utah State University, poté co škola obdržela anonymní výhrůžky masakrem účastníků. V té době s případy začal zabývat Federální úřad pro vyšetřování.

### Brianna Wu
V říjnu 2014 se dalším terčem stala nezávislá herní vývojářka a spoluzakladatelka studia Giant Spacekat Brianna Wu. Na imageboardu 8chan byly zveřejněny její osobní údaje. Brzy poté následovaly i výhrůžky znásilněním a zabitím. Wu případ nahlásila policii a přestěhovala se. Současně vypsala finanční odměnu za informace o útočních a založila fond na pomoc obětem Gamergate. Ještě v roce 2016 dostávala tolik výhrůžek, že musela mít najatý tým lidí, aby je dokumentovali. V roce 2021 nabídla útočníkům, že jim odpustí, pokud se omluví. Tvrdila, že tak učinil ale jen jeden z deseti. Současně jí byla diagnostikována posttraumatická stresová porucha.

## Dopady

### Diskuse
V říjnu 2014 web Deadspin na základě analýzy diskusí na Redditu odhadl, že Gamergate má přibližně deset tisíc podporovatelů.
Pozorovatelé obecně popsali Gamergate jako součást dlouhotrvající kulturní války proti snahám o diverzifikaci tradičně mužské videoherní komunity, zejména zaměřené na silné ženy. Citují časté obtěžování žen v herním průmyslu zastánci Gamergate a jejich zjevné nepřátelství vůči lidem zapojeným do sociální kritiky a analýzy videoher. Současně tvrdili, že Gamergate je poháněna antifeministickými ideologiemi. Gamergaters také podporovali a šířili konspirační teorii o kulturním marxismu.
Gamergate byla dále popsána jako významný příklad sexismu a misogynie v herní kultuře; jeho hlavními tématy jsou opozice vůči feminismu a takzvaným „bojovnicím za sociální spravedlnost“, které jsou vnímány jako hrozba pro tradiční videohry. Větší viditelnost žen v herním průmyslu zaznamenala stejně velký nárůst genderového obtěžování a zastrašování namířeného proti nim.
Obtěžování Quinn, Sarkeesian, Wu a dalších vedlo přední odborníky z oboru k odsouzení útoků Gamergate za poškození videoherní komunity a veřejného vnímání tohoto odvětví.

### Vyšetřování
Ačkoli Newsweek uvedl, že FBI má spis týkající se Gamergate, nebyl nikdo zatčen ani nebylo vzneseno žádné obvinění. Části vyšetřování FBI ohledně hrozeb byly v září 2015 uzavřeny kvůli nedostatku stop. Bývalý zvláštní agent FBI pro kybernetické zločiny Tim Ryan uvedl, že případy kybernetického obtěžování mají pro úřad nízkou prioritu, protože je obtížné vystopovat pachatele a těm navíc hrozí nižší tresty ve srovnání s jinými zločiny, které má FBI za úkol vymáhat. V červnu 2015 rozhodl Nejvyšší soud USA ve věci Elonis vs. Spojené státy, že obtěžující zprávy zasílané online nejsou nutně skutečnými hrozbami, které by bylo možné stíhat podle trestního práva. Rozsudek soudu však také uvedl, že pokud se hrozby učiněné prostřednictvím sociálních médií považují za skutečné hrozby, mělo by se s nimi zacházet stejně jako s hrozbami učiněnými v jiných formách komunikace.
Brianna Wu vyjádřila svou frustraci nad tím, jak orgány činné v trestním řízení reagovaly na hrozby, které ona a další ženy v herním průmyslu obdržely.
Poslankyně Katherine Clark, jejíž jednou z voliček byla Brianna Wu, vyzvala k důraznější reakci ze strany donucovacích orgánů na online zneužívání, částečně v důsledku obhajoby ze strany žen, na které se zaměřila Gamergate. V květnu 2015 Sněmovna reprezentantů Spojených států formálně podpořila její žádost o zvýšená opatření v boji proti online zneužívání žen a výslovně naléhala na další vyšetřování a stíhání ze strany ministerstva spravedlnosti. V červnu 2015 Clark předložila zákon uvolňující více financí pro FBI a na boj proti kyberšikaně a obtěžování. V roce 2017 předložila s dalšími poslankyněmi nový zákon, který uvolňuje peníze na vzdělávání orgánů činných v trestním řízení v kyberšikaně a obtěžování žen na internetu. 